# Evangelische Kirche (Leun)

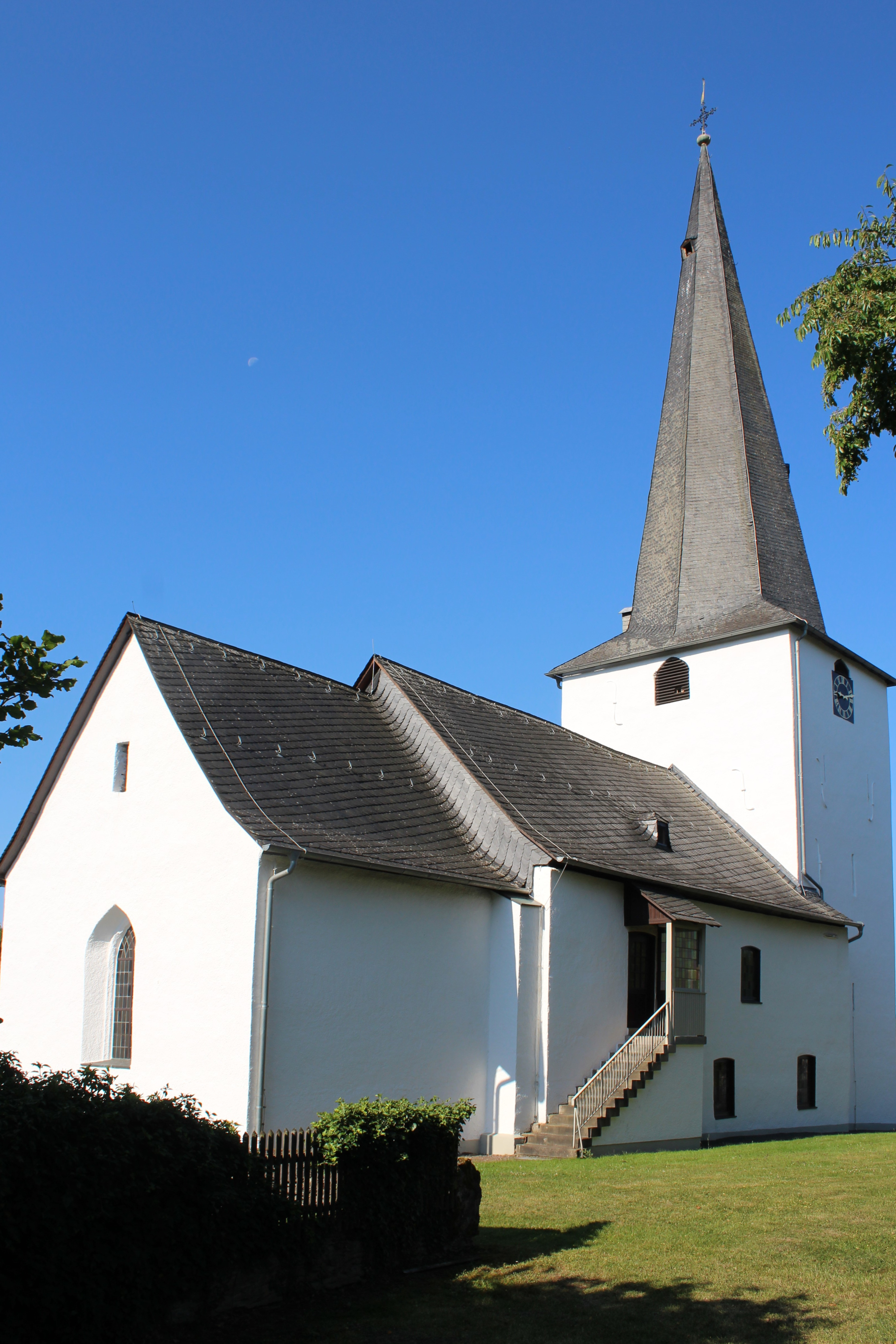
Kirche in Leun von Nordosten

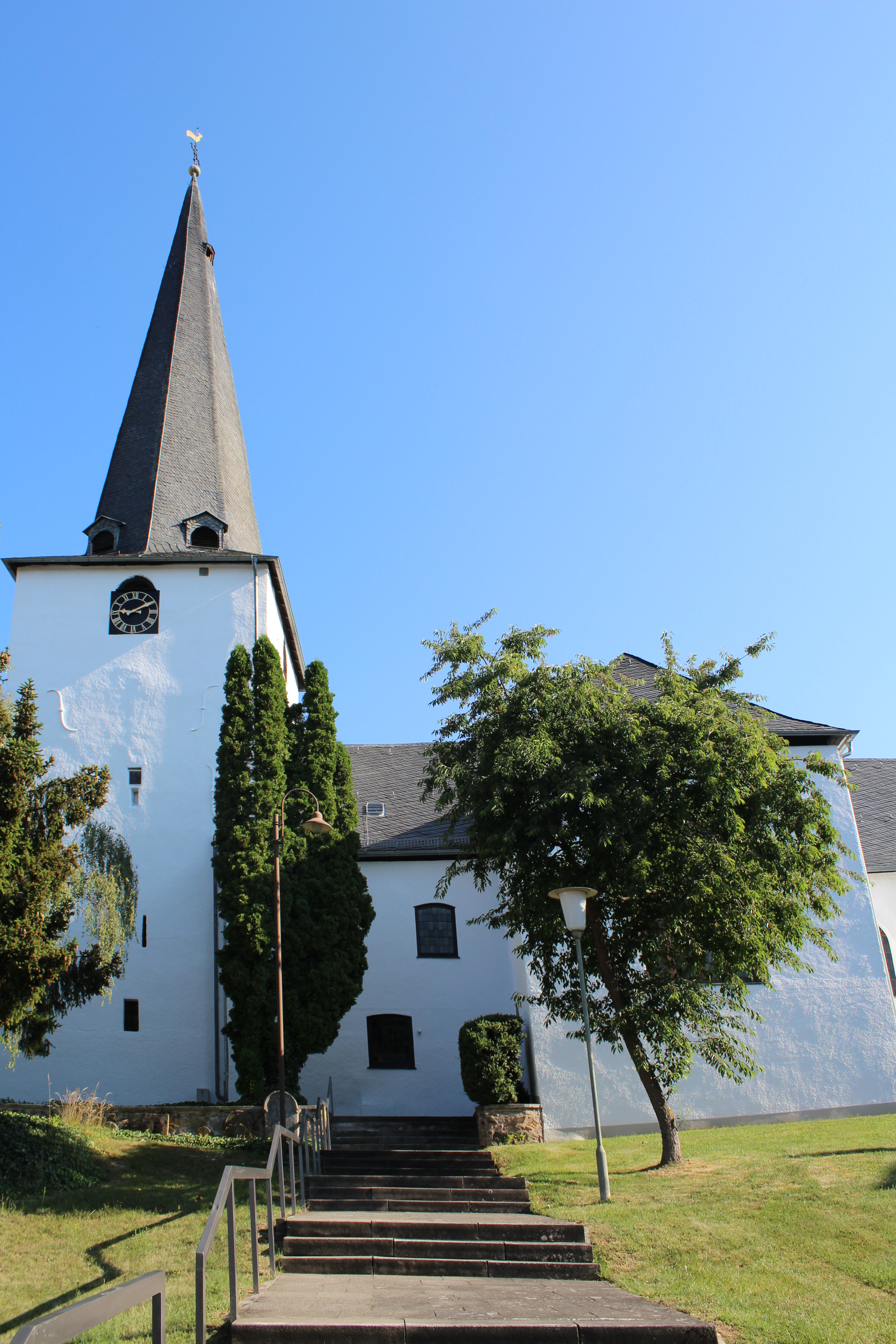
Ansicht von Süden

Die Evangelische Kirche in Leun, einer Kleinstadt im hessischen Lahn-Dill-Kreis, ist eine gotische Saalkirche aus dem 14. Jahrhundert. Sie ist aufgrund ihrer geschichtlichen, künstlerischen, städtebaulichen und wissenschaftlichen Bedeutung hessisches Baudenkmal.

## Geschichte
Im Lorscher Codex wird für das Jahr 771 eine Schenkung des Meginhart „in villa liuun“ an das Kloster Lorsch erwähnt. Eine Urkunde von 912 verbrieft eine Schenkung von König Konrad I. an das Kloster Fulda im Tausch mit Besitzungen in Leun und einigen anderen Orten zugunsten seiner Mutter Glismut.
Eine Leuner Kirche ist bereits in der zweiten Hälfte des 8. Jahrhunderts archäologisch nachgewiesen. Die gegenüber Leun an einer Furt über die Lahn gelegene „Martinskirche“ lässt eine karolingische Gründung für Leun und einige umliegende Ortschaften wie Tiefenbach und den ausgegangenen Ort Mitte vermuten. Neben der Theutbirg-Basilika ist sie eine der ältesten Kirchenbauten im Lahn-Dill-Gebiet. Im Zuge von Straßenbauarbeiten war das Gelände bereits 1971 teilweise freigelegt worden. 2015 und 2016 führte das Vorgeschichtliche Seminar der Philipps-Universität Marburg Ausgrabungen durch, bei denen ein geosteter, rechteckiger Steinbau (17 × 8 Meter) aus heimischem Diabas mit kleeblattförmigem Ostschluss nachgewiesen wurde. Er war schiefergedeckt und hatte polychrome Bleiglasfenster. Zutage traten ein etwa 30 kg schweres Glockenfragment einer Kupferlegierung aus dem 13. oder frühen 14. Jahrhundert, Reste eine Altars oder Taufbeckens aus rotem Sandstein, ein quadratischer Erdkeller südlich der Kirche sowie mehr als drei Dutzend Bestattungen in unmittelbarem Umfeld der Kirche, darunter vor der Ostapsis zahlreiche Kinder und Säuglinge. Die Martinskirche bestand wahrscheinlich bis 1350, als sie durch Wetzlar zerstört wurde, und wird 1386 letztmals erwähnt. Leun gehörte im späten Mittelalter zum Kirchspiel und Sendort Oberbiel im Archipresbyterat Wetzlar im Archidiakonat St. Lubentius Dietkirchen in der Erzdiözese Trier. Nach Zerstörung der Martinskirche wurde die heutige Kirche im 14. Jahrhundert in Leun errichtet.
Mit Einführung der Reformation unter Pfarrer Siegfried Textor (1549–1573) wechselte die Kirchengemeinde zum evangelischen Bekenntnis. 1582 führte Graf Konrad von Solms-Braunfels das reformierte Bekenntnis offiziell ein, woraufhin bildliche Darstellungen entfernt oder überstrichen wurden. Renovierungen wurden unter anderem in den Jahren 1597 und 1612 durchgeführt, als das Kirchenschiff eingreifend umgestaltet und die Emporen eingebaut wurden. Während des Dreißigjährigen Krieges wurde die Gemeinde im Jahr 1626 unter den Spaniern für einige Jahre katholisch, bis sie unter den Schweden 1632 zum evangelisch-reformierten Glauben zurückkehrte.
Im Jahr 1907 wurde der Nordeingang zu den Emporen geschaffen, im Jahr 1930 die Kanzel von den Farbschichten freigelegt. 1952 wurde für ein neues Portal die Westwand des Turms durchbrochen, der bis dahin von außen nicht zugänglich war.
Die Kirchengemeinde gehörte bis Ende 2018 zum Kirchenkreis Braunfels, der 2019 in den Evangelischen Kirchenkreis an Lahn und Dill in der Evangelischen Kirche im Rheinland aufging.

## Architektur

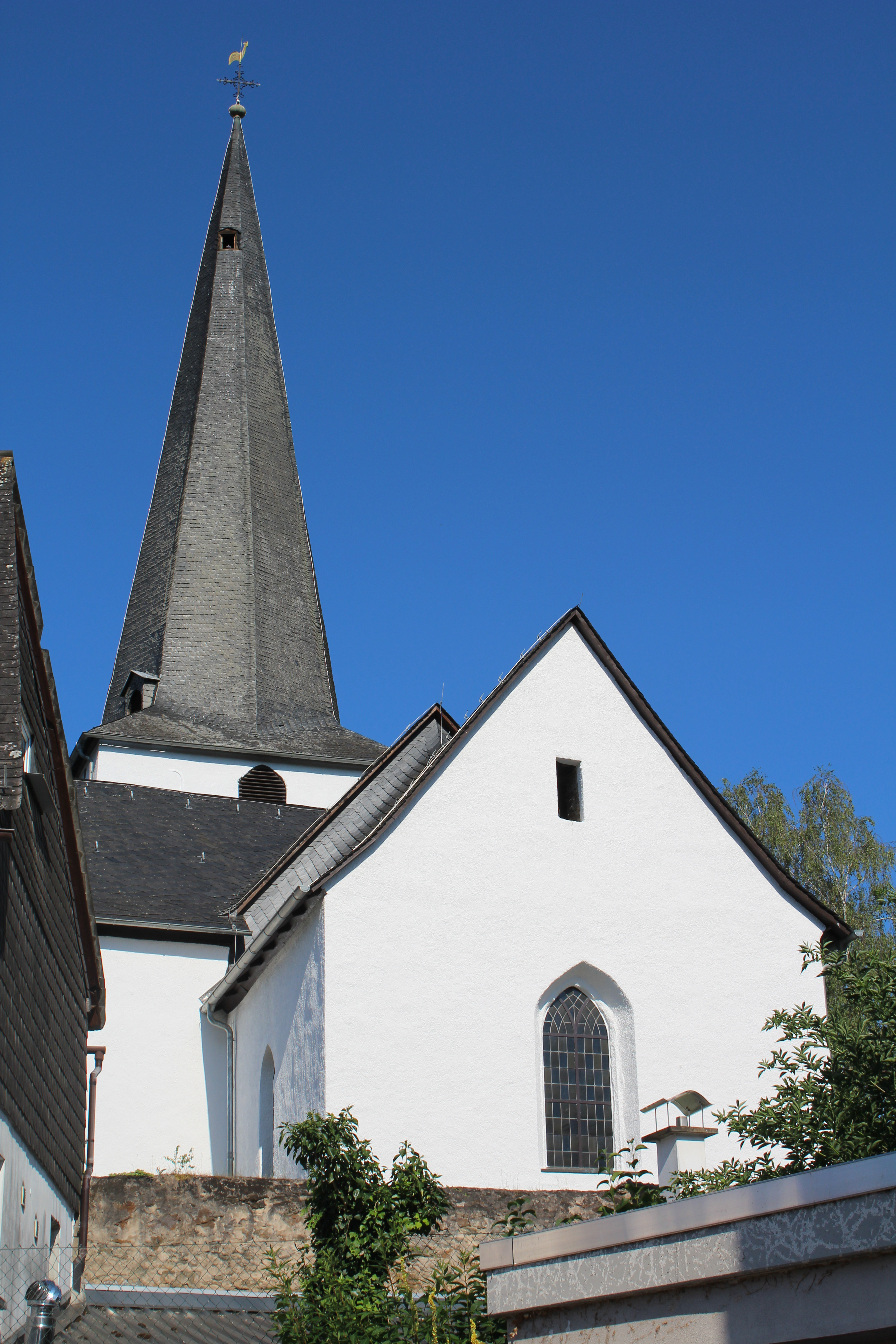
Ansicht von Osten

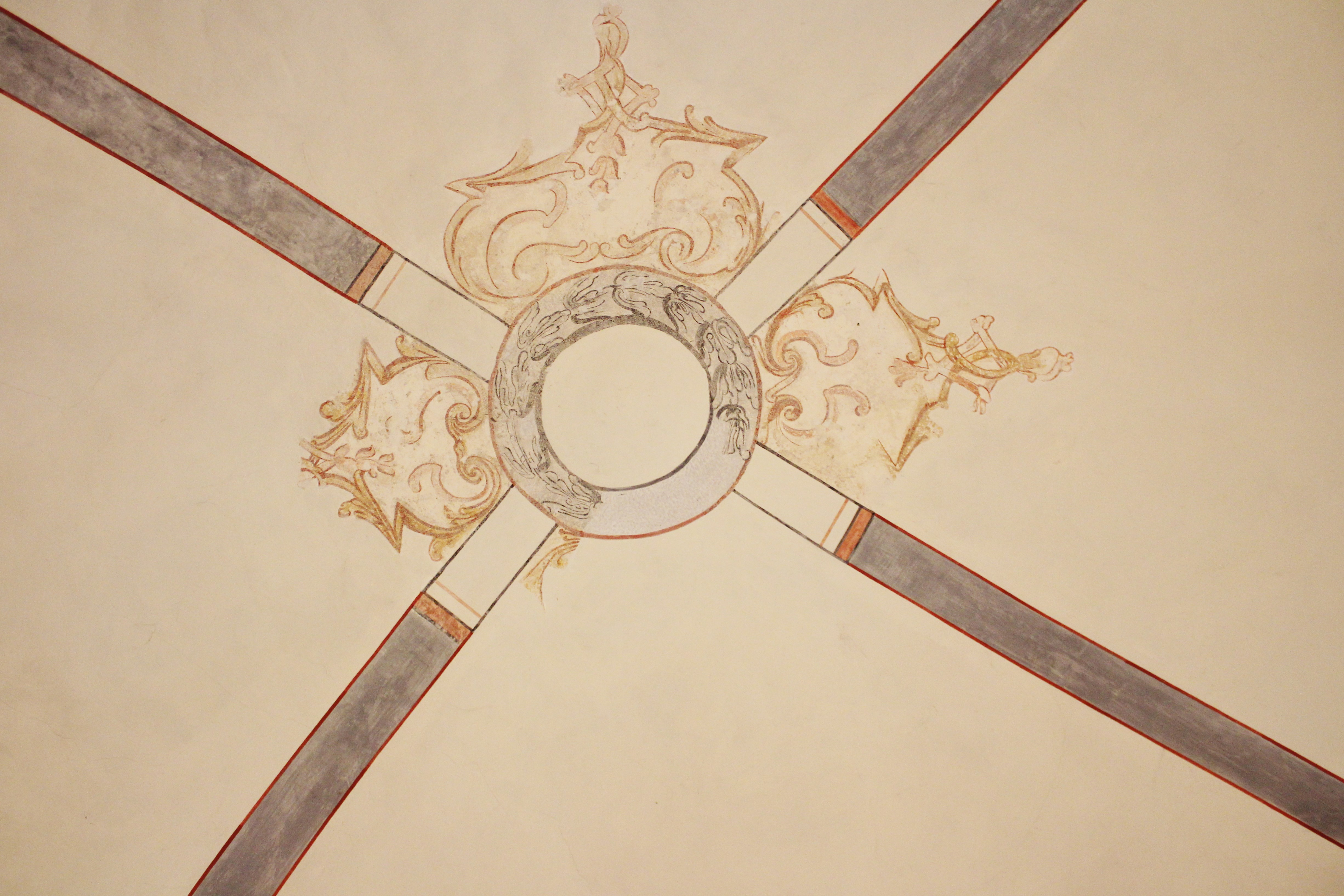
Chorgewölbe

Der geostete Saalbau aus weiß verputztem Bruchsteinmauerwerk ist im Ortszentrum an einer beherrschenden Stelle an einem Hang errichtet. Er steht inmitten eines Kirchhofs, dessen Mauer in die ehemalige Stadtbefestigung einbezogen war.
Der gotische Westturm des 14. Jahrhunderts auf querrechteckigem Grundriss ist gegenüber dem Schiff leicht eingezogen. Die Mauern des fensterlosen Wehrturms sind ungegliedert. Die Turmhalle mit einem niedrigen Tonnengewölbe war bis 1952, als der spitzbogige Westeingang mit Vordach geschaffen wurde, nur von innen zugänglich. Die mittleren beiden Geschosse waren wehrhaft und mit Schießscharten ausgestattet. Das dritte Geschoss hatte ursprünglich ein Kreuzgratgewölbe und einen Kamin. Statt eines vorhandenen oder geplanten achteckigen Turmaufbaus schließt sich ein quadratisches Wehrgeschoss wohl des 16. Jahrhunderts an, dessen gewölbte Zwickel zum Spitzhelm überleiten (ebenfalls wohl 16. Jahrhundert). Unterhalb der Traufe sind rundbogige Schallöffnungen für das Geläut eingelassen und im Süden und Norden vor den Öffnungen die Zifferblätter der Turmuhr angebracht. Der verschieferte oktogonale Spitzhelm wird von einem Turmknauf, Kreuz und Wetterhahn bekrönt.
Das Kirchenschiff hat ein schieferbedecktes Satteldach. An der Nordseite führt seit 1907 eine Außentreppe zur Empore. An den Langseiten belichten je drei Rechteckfenster mit flachem Segmentbogen, an der Südseite zwei hochsitzende und ein niedrigsitzendes Fenster und im Norden ein hochsitzendes und zwei niedrigsitzende Fenster. Im Süden schließt sich ein gotisches Querhaus mit Walmdach an. Das große spitzbogige Südfenster des Querhauses weist Maßwerk auf, das 1952 verändert wurde. Der Chor auf quadratischem Grundriss ist leicht eingezogen. Das verschieferte Satteldach ist etwas niedriger als das Kirchenschiff. Das Innere weist ein Kreuzgratgewölbe auf und wird durch Spitzbogenfenster im Osten und Süden belichtet. Ein Rundbogen öffnet den um drei Stufen erhöhten Chor zum Kirchenschiff.

## Ausstattung

Renaissance-Kanzel

Innenausstattung

Der Innenraum wird von einer flachen Holzbalkendecke mit Querunterzügen abgeschlossen. Die hölzerne Winkelempore an der Nord- und Westseite wurde 1597 und 1612 geschaffen und 1972 umgestaltet. Sie ruht auf viereckigen Pfosten und hat eine Brüstung mit querrechteckigen Füllungen. Die Nordempore trägt als Inschrift den Bibelvers aus Ps 26,8 . Die Südempore des Querhauses dient als Aufstellungsort für die Orgel.
Der Chorbogen und die Gewände der Chorfenster und der Südtür sind mit Diamantquaderung (um 1600) bemalt. Das Kreuzgratgewölbe im Chor hat oben in den Gewölbekappen Rankenmalereien.
Die polygonale holzsichtige Renaissance-Kanzel stammt aus der ersten Hälfte des 17. Jahrhunderts. Sie ist an der rechten Seite des Triumphbogens aufgestellt und durch einen Durchbruch vom Chorraum zugänglich. Sie ruht auf einem viereckigen Fuß und hat auf den Kanzelfeldern Intarsien, die eine kunsthistorische Besonderheit darstellen. Vermutlich wurde sie aus einem Stollenschrank gefertigt. Teils mit Rauten verzierte Eckpfosten und Gesimse mit Zahnfriesen gliedern die Kanzelfelder in zwei Ebenen. Die Intarsienplatten der unteren Felder sind sekundär eingefügt und zeigen Jagdszenen mit Reitern, Hunden und Hirschen, eine gesichtslose Christusfigur ohne Kreuz und andere Figuren wie einen Koch, einen Pauker und einen Landsknecht mit Vogelnase. Unklar ist, ob diese Darstellungen orientalischer bzw. spanischer Herkunft sind oder sich an derartigen Vorbildern orientieren.
Abicht berichtet 1836 von zwei Ölgemälden mit der Darstellung der Geburt und der Auferstehung Christi, die heute verschollen sind.

Bürgy-Orgel von 1808

Die Brüder Philipp Heinrich Bürgy und Johann Georg Bürgy bauten die Brüstungsorgel im Jahr 1808 mit 13 Registern auf einem Manual und Pedal. Das Instrument ist weitgehend erhalten und wurde bei der letzten Restaurierung im Jahr 2008 in den Ursprungszustand versetzt.

## Geläut
Im Jahr 1450 goss Johann Bruwiller eine Jesus-Maria-Glocke, die im Zweiten Weltkrieg zu Rüstungszwecken eingeschmolzen wurde. Sie wurde 1950 von der Firma Rincker ersetzt. Dilman Schmid goss 1701 neue Glocken; die Glocke Hl. Dreieinigkeit war ein Umguss.
| Nr. | Name                         | Gussjahr | Gießer/Gussort       | Durchmesser (mm) | Schlagton | Inschrift | Foto |
| --- | ---------------------------- | -------- | -------------------- | ---------------- | --------- | --- | ---- |
| 1   | Betglocke/ Hl. Dreieinigkeit | 1701     | Dilman Schmid, Aßlar | 935              | ges′      | [Engelskopf mit Flügeln] „IN NOMINE SACRO SANCTÆ TRINITIATIS AMEN. [I]CH WAR SCHON LANG VORHER WAS ICH NVN WIEDER BIN. DVRCH TILMANS SCHMIDEN KVNST / DER KIRCH FORT BESER DIEN. HOERSTV MICH SVNDER DENCK DAS GOTT DICH FVR GERICHT. WIRD FORDERN DRVM WACH AVF THVE BVS. V. SVNDIGE NICHT: / IOHA: FRID: HERMINGHAVSEN INSPECT: ET PASTOR. IOH: HENR: LEHMANN PRÆTOR. PHIL: FLEISBACHER CONSVL. HENR. HOFMANN ÆDITVS. GEGOSSEN A¯N. CHRISTI. M D C C I:“ sowie [Salbeiblatt] „.DER STAT LEVN BEETT VND SCHLAG KLOCK.“ [Salbeiblatt], rückseitig Relief König David mit der Harfe |      |
| 2   | Mittagsglocke                | 1701     | Dilman Schmid, Aßlar | 830              | b′        | [Engelskopf mit Flügeln] „HERR GOTT DREIEINIG SEY ALZEIT. VON VNS GELOBT IN EWIGKEIT. DER STAD LEVN MITTAGS KLOCK. / ICH BIN ZVM DINST DER KIRCH VON NEVEM GANTZ GEGOSSEN. ALS GAR NAH TAVSENT IAHR. SIBEN HVNDERT EINS VERFLOSSEN. / TILMAN SCHMID KVENSTLICH MICH SO FORMIRET HAT. DIE LEVNER BVRGERSCHAFT MICH HIE HER HANGEN THAT. / ERHALT HERR DISE KIRCH. FVR VNGLVEK BRAND VND SCHADE. DAS DEN WORD REIN GELEHRT. GERVEHMBT WIRD DEINE GANDE.“ sowie „IOH: FRID: HERMINGHAVSEN. INSP. / IOH: HENR: LEHMANN. PRÆT.“                                                         |      |
| 3   |                              | 1950     | Rincker, Sinn        | 745              | des′′     | „GOTTES WORT BLEIBT IN EWIGKEIT“ (Schulter) Christusmonogramm (Flanke) „ERHALT UNS HERR BEI DEINEM WORT“ sowie „A D 1950 GEGOSSEN VON GEBRUEDER RINCKER IN SINN 7156“ (Wolm) |      |